# مساواة الفولكيش
المساواة Völkisch هي مفهوم داخل النازية، كما أنها كانت ممارسة قانونية داخل ألمانيا النازية والمناطق الخاضعة لسيطرتها خلال الحرب العالمية الثانية، والتي عزت المساواة العرقية في الفرص والمساواة أمام القانون، والحقوق القانونية الكاملة لأشخاص من الدم الألماني أو الدم ذو صلة، لكنهم استبعدوا عمدا خارج هذا التعريف، الذين كانوا يعتبرون أقل شأنا.
دافع النازيون عن دولة رفاهية للمواطنين الألمان من أصل عرقي آري كوسيلة لتوفير العدالة الاجتماعية وإزالة الحواجز الاجتماعية بين الشعب الألماني. أتاح النازيون الوصول المتكافئ إلى التعليم للأطفال الموهوبين من العمال والفلاحين. ادعى هتلر أن تكافؤ الفرص لجميع الذكور الألمان السليمين من الناحية العرقية كان معنى «الاشتراكية» للاشتراكية القومية.
سعى النازيون إلى تفكيك ما اعتبروه تسلسلاً هرميًا غير طبيعي للطبقة الوسطى والنبلاء الذين احتفظوا ببثرواتهم وألقابهم بينما فشلوا في تبرير موقفهم الهرمي من خلال أعمالهم في الحرب العالمية الأولى. حتى القوميون من بينهم اعتبرهم النازيون أنهم لم يقدمو دعما مناسبًا من المساهمة في المجهود الحربي.  وهكذا ادعى النازيون أن الوحشية البدائية وإرادة الإرادة الأدنى فقط هي التي يمكن أن تنقذ ألمانيا، وبالتالي تبرر تكافؤ الفرص كوسيلة لخلق قادة جدد للمجتمع الألماني، وبناء تسلسل هرمي «طبيعي» جديد قائم على الجدارة.